# Georges Leygues
Georges Leygues (Villeneuve-sur-Lot, 26 de outubro de 1857 - Saint-Cloud, 2 de setembro de 1933) foi um político francês. Ocupou o cargo de primeiro-ministro da França, entre 24 de Setembro de 1920 a 16 de Janeiro de 1921.